# Schloenbachia
La Schloenbachia è un mollusco cefalopode estinto appartenente alle ammoniti. Visse nel Cretaceo superiore (100-80 milioni di anni fa) e i suoi resti fossili sono particolarmente comuni in Europa (Francia, Gran Bretagna, Svizzera) e in Groenlandia.

## Morfologia
Tipica forma di ammonite del Cretaceo europeo, questo cefalopode presentava una notevole variabilità nell'ornamentazione della conchiglia: alcune specie erano quasi lisce e molto appiattite, mentre in molte forme i fianchi erano dotati di tubercoli allungati, ombelicali e laterali, uniti fra loro da una costa. Oltre a queste vi era un'altra serie di coste, che si distaccava dalle prime e terminava in tubercoli vicini al bordo del sifone. La conchiglia, in questo modo, era dotata di un contorno molto irregolare; infine, la carena sifonale era aguzza e interrompeva l'ornamentazione delle coste. Le dimensioni della sclenbachia erano generalmente piuttosto piccole: la conchiglia di solito non superava il diametro di cinque centimetri, anche se si conoscono esemplari di notevoli dimensioni (25 centimetri di diametro). La specie più nota è Schloenbachia varians.

## Biologia
Non si conoscono con precisione le abitudini di vita di questo animale; in ogni caso, sembra che nel corso del Cretaceo superiore le ammoniti divennero più rare e, se da una parte si specializzarono nella forma (ad esempio le ammoniti svolte come Baculites e Turrilites), dall'altra si ritirarono dagli oceani e si rifugiarono nelle facies costiere. Sembra che la sclenbachia fosse una buona nuotatrice ma non fosse molto veloce.